# Wincenty Kasprzycki
Wincenty Kasprzycki (Varsovia, 1802-ibídem, 27 de mayo de 1849) era un pintor y litógrafo polaco.

## Biografía
Estudió en la Academia de Bellas Artes de Varsovia y en la Universidad de Vilna (1821-1828)

## Galería

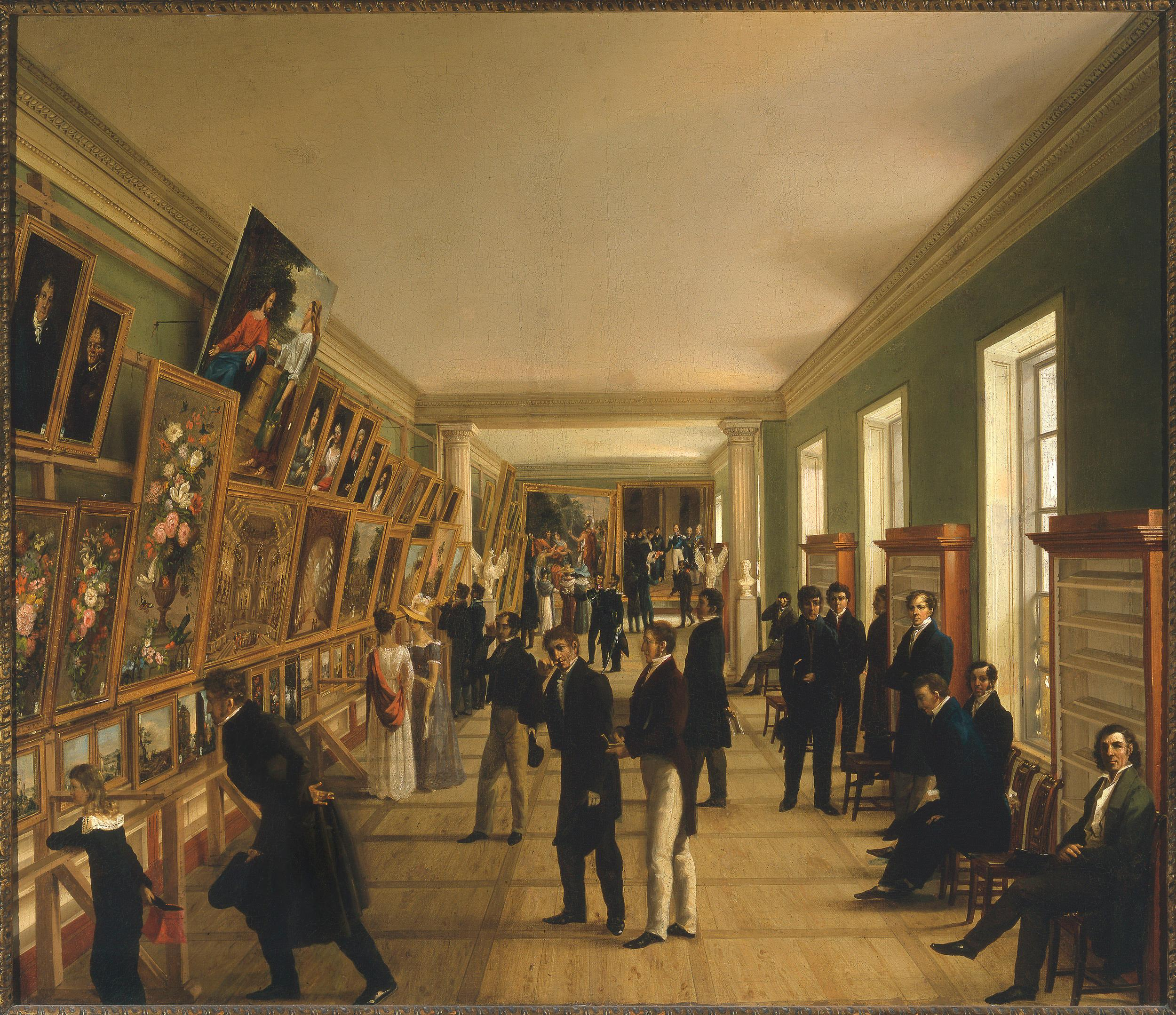
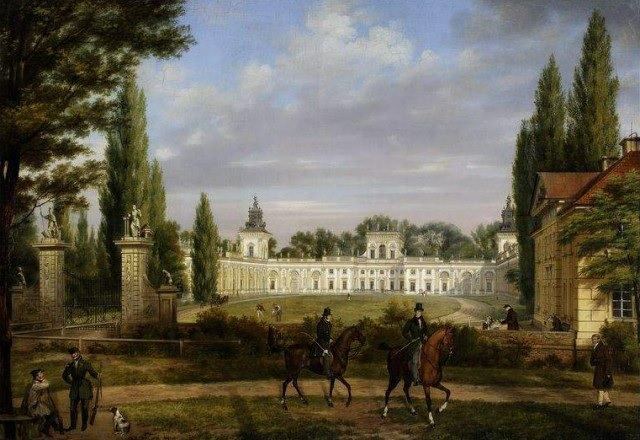
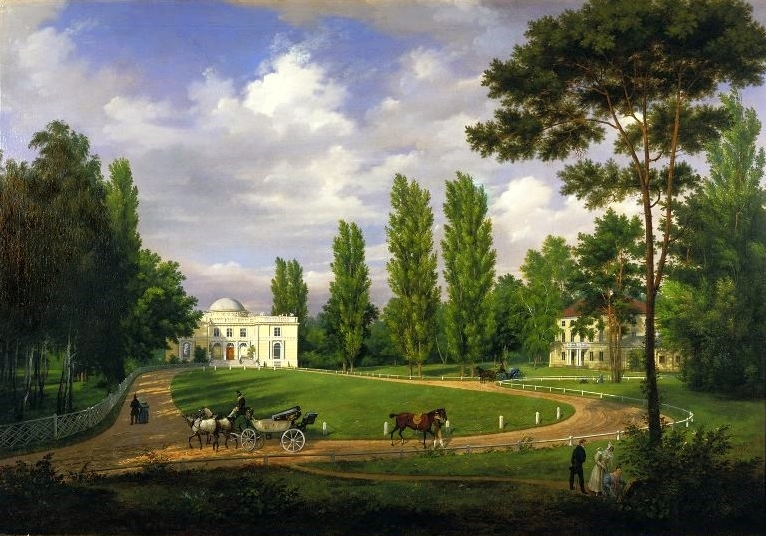
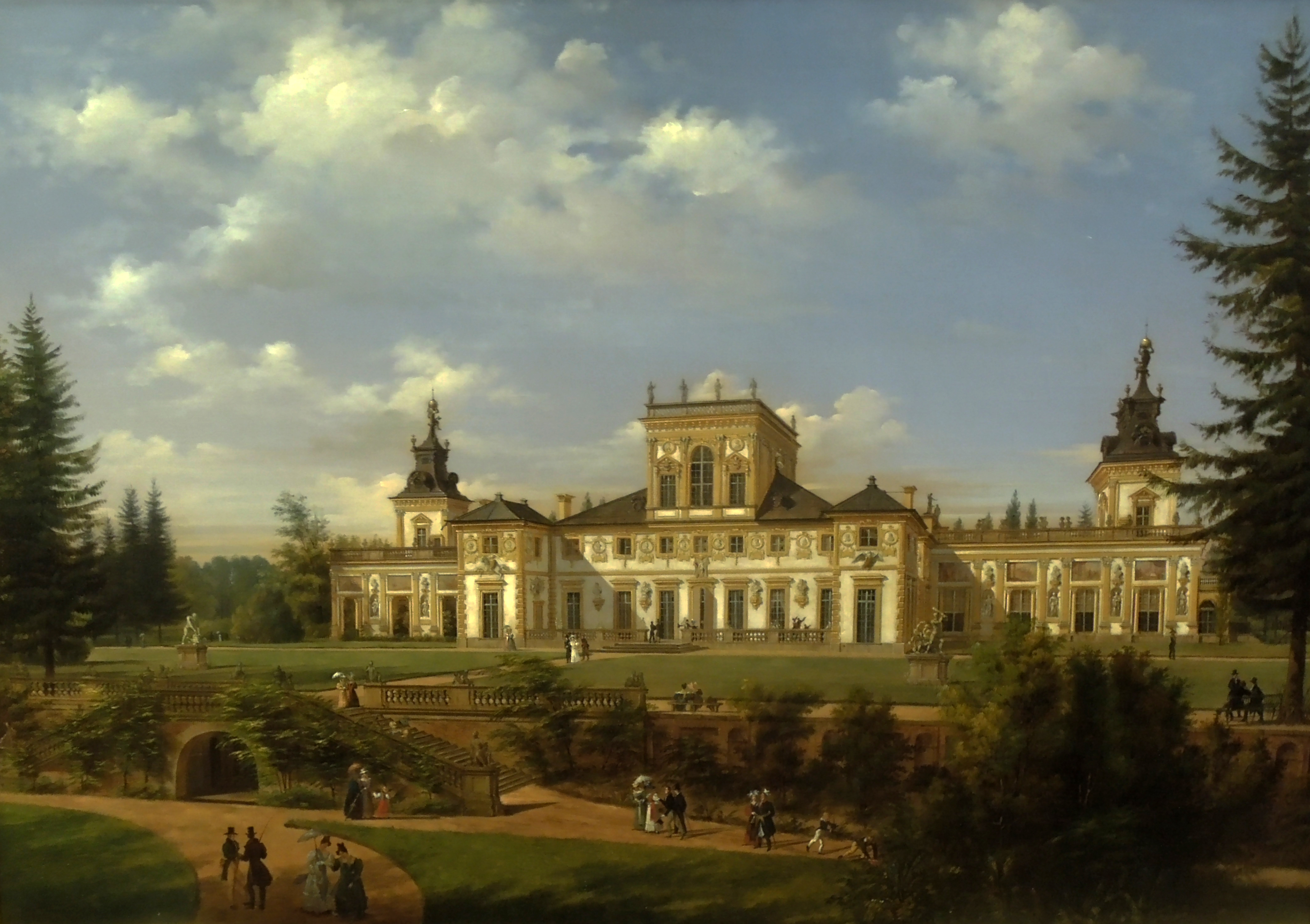